# إرنست ألويسيوس أوبراين
إرنست ألويسيوس أوبراين (بالإنجليزية: Ernest Aloysius O'Brien) هو محامي وقاضي أمريكي، ولد في 1 يوليو 1880، وتوفي في 9 أكتوبر 1948.